# Camaridium obscurum
Camaridium obscurum är en orkidéart som först beskrevs av Jean Jules Linden och Heinrich Gustav Reichenbach, och fick sitt nu gällande namn av Mario Alberto Blanco. Camaridium obscurum ingår i släktet Camaridium och familjen orkidéer. Inga underarter finns listade i Catalogue of Life.